# Gorton, Antarktis
Gorton är ett berg i Antarktis. Det ligger i Östantarktis. Australien gör anspråk på området. Toppen på Gorton är 1 995 meter över havet.
Terrängen runt Gorton är platt västerut, men österut är den kuperad. Gorton är den högsta punkten i trakten. Trakten är obefolkad. Det finns inga samhällen i närheten. 